# Cassandra Repstock-Romme
Cassandra Repstock-Romme (født 26. august 2001 i Hellerup) er en dansk ishockeyspiller, der er målvogter for Hvidovre IK samt for det danske landshold.
Hun debuterede for landsholdet som 17-årig og spillede ved VM 2019 to af Danmarks kampe og reddede 50 ud af 54 skud. Hun spillede alle kampene i OL-kvalifikationsturneringen i 2021 og var dermed med til at sikre den første danske OL-deltagelse i ishockey for kvinder.